# Антиокия (планински масив)
Антиокия (на испански: Altiplano norte de Antioquia) е планински масив в Колумбия, в департамента Антиокия, заемащ най-северната част на Колумбийските Централни Кордилери. Простира се между долините на река Магдалена на изток и нейния ляв приток Каука на запад и между 5°30′ с.ш. на юг и 8° с.ш. на север. Максимална височина – 3350 m. Изграден е от палеозойски интрузивни и метаморфни скали. Повърхността му е дълбоко разчленена от дълбоки дефилета на многочислени малки и бурни реки, леви и десни притоци съответно на Магдалена и Каука. На север тече река Нечи (десен приток на Каука) със своя десен приток Порсе. Склоновете му са покрити със смесени гори. Разработват се находища на злато и каменни въглища. Отглеждат се кафе, бобови култури, царевица. Силно развито е пасищното животновъдство. В югозападната му част е разположен големият град Меделин, административен център на департамента Антиокия.